# Sandra Nurmsalu
Sandra Nurmsalu (Alavere, 6 dicembre 1988) è una cantante e violinista estone.

## Carriera
Dopo aver fatto parte dei gruppi musicali folk estoni Pillipiigad e Virre, partecipò nel 2005 al talent show organizzato dalla Eesti Televisioon "Kaks takti ette", durante il quale, per sostenere una delle prove, si trovò nella necessità di doversi esibire con un gruppo. Contattò quindi due violoncelliste (Johanna Mängel e Mari Möldre) e una violista (Mann Helstein), fondando così il gruppo musicale delle Urban Symphony, di cui Sandra Nurmsalu diventò leader e cantante.
Nel marzo del 2009, le Urban Symphony parteciparono all'Eesti Laul (la competizione estone che decide quale sarà la canzone che rappresenterà l'Estonia all'Eurovision Song Contest) vincendolo e guadagnandosi quindi il diritto di partecipare all'Eurofestival del 2009 con la canzone Rändajad ("Nomadi"), scritta da Sven Lõhmus.
Con 129 punti, la canzone si piazzò al 6º posto nella finale, dando quindi fama internazionale a Sandra Nurmsalu e alle sue colleghe.